# Dmytrivka (Raión de Kiliya)
Dmytrivka  (ucraniano: Дмитрівка) es una localidad del Raión de Izmail en el Óblast de Odesa de Ucrania. Según el censo de 2001, tiene una población de 3144 habitantes.